# Amado González Hevia

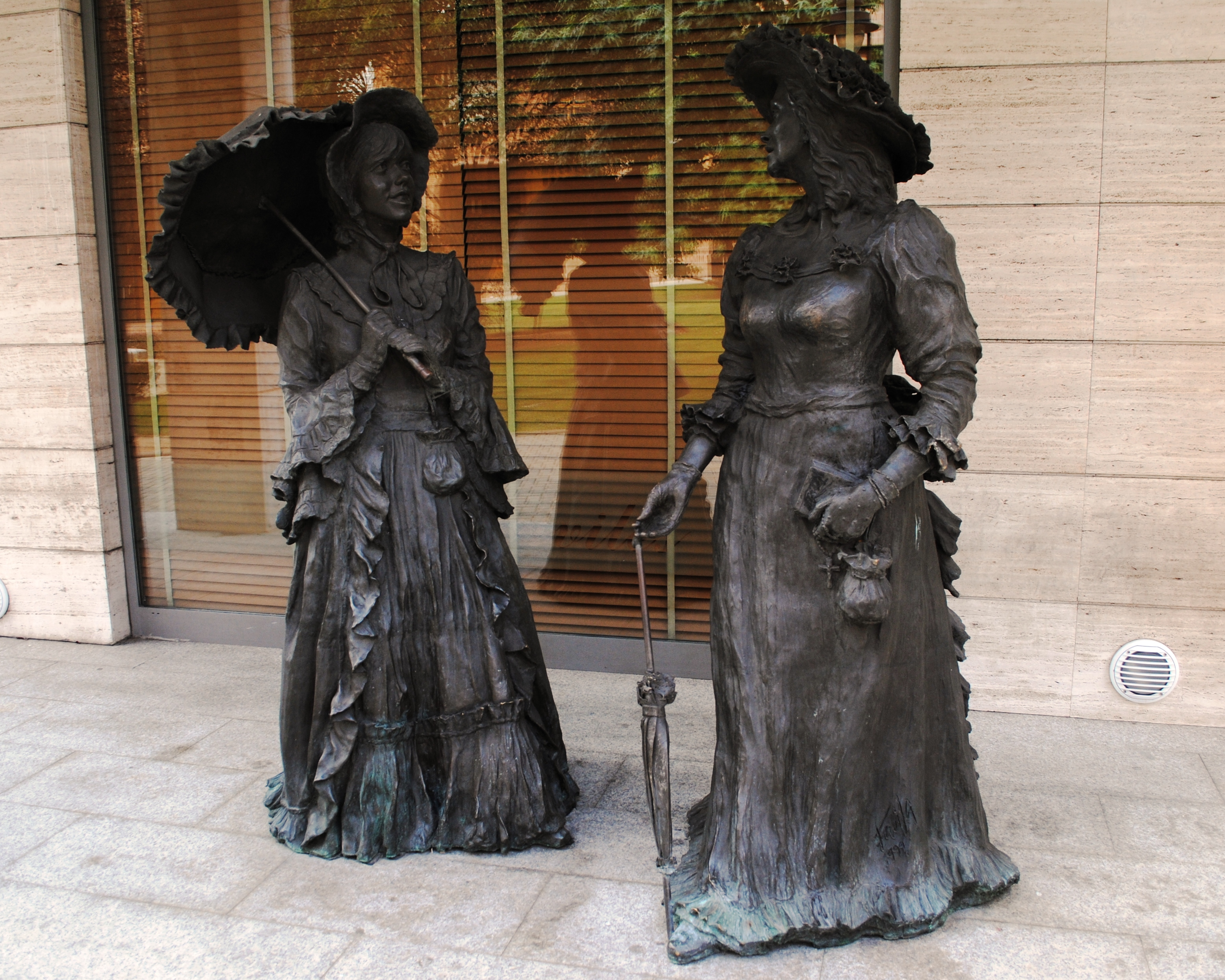
Marta y María, en Avilés.

Amado González Hevia (Grado, Asturias, 1954), conocido como "Favila", es un pintor costumbrista e impresionista y escultor figurativo español.

## Biografía
Pasó sus primeros años de su vida y recibió su primera educación en su pueblo natal, Grado. Allí, su padre Amado González Fernández, que también era escultor, le daría sus primeras lecciones de dibujo y pintura.
Más tarde ingresa en la Escuela de Artes y Oficios de Avilés, donde estudia dibujo y pintura. Residía en Avilés desde 1966, hasta 1975 cuando pasa a residir en Valencia, donde estudia en la Facultad de Bellas Artes de San Carlos de la Universidad Politécnica de Valencia de 1975 a 1980. Mientras reside en Avilés recibe clases de dibujo y pintura en la academia de Vicente Santarúa.
Acabó trabajando como docente en la Escuela de Artes y Oficios de Avilés, donde sigue impartiendo en la actualidad clases de pintura, modelado y grabado, ocupando el cargo de Jefe de Estudios; la cual le otorgó la medalla de oro en el año 2002.
En los años posteriores pinta diversos espacios asturianos entre los que se encuentran: la Plaza de Toros (Oviedo), la Cúpula Mayor de la Iglesia del Cristo (Oviedo), y la Capilla de la Virgen de la Luz (Avilés).
Desde el año 1974 ha expuesto obras por España (Asturias, Castilla y León, el País Vasco, Madrid) y en América (México y Miami). Además ha participado en exposiciones colectivas siendo reconocido en el certamen Nacional de pintura en Luarca.
En su obra pictórica destacan las obras: Arcos, Cine, Charanga, Fiesta, Mariscando, Músicos, Paisaje, Picador, Siesta, Sidrería, Oviedo, Romería, Galla, Rula vieja de Avilés, Saxo, Echador de sidra y Carnaval de Avilés.
Respecto a su obra escultórica, cabe mencionar entre muchas: Alejandro Casona, Lolita Pluma y Tinerfeño.
Críticos como Jesús Villa Pastur han elogiado su estilo figurativo que: 

"se apoya exclusivamente en las sugerencias prendidas a la mancha".

## Exposiciones individuales
- 1974. Galería Amaga, Avilés, Asturias.
- 1975. Caja de Ahorros (itinerante por Gijón y Avilés), Asturias.
- 1978. Centro Asturiano de México, México.
- 1979. Galería Amaga, Avilés.
- 1982. Galería Monticelli, Gijón, Asturias., Caja de Ahorros, Oviedo, Asturias., Banco de Bilbao, Ponferrada, León., Banco Exterior de España, Grado, Asturias.
- 1983. Centro Asturiano, Madrid.
- 1984. Galería Amaga, Avilés.
- 1985. Sala de Arte Van Dyck, Gijón., Banco Exterior de España, Grado., "40 retratos de gentes de Avilés", Escuela de Artes y Oficios de Avilés.
- 1986. Galería Nogal, Oviedo. Instituto de Bachillerato Príncipe de Asturias, Aller, Asturias., Galería Movellán, Fuenterrabía, Guipúzcoa.
- 1991. Instituto de Bachillerato Bernaldo de Quirós, Mieres, Asturias., Casino de Avilés.
- 1992. Galería Amaga, Avilés., Galería Murillo, Oviedo.
- 1993. Galería de Arte Caja Madrid, Ciudad Real.
- 1994. Galería Amaga, Avilés.
- 1995. Galería Murillo, Oviedo., Sala de Arte Tioda, Gijón.
- 1996. Sala de Arte Chagal, Mieres
- 1997. Galería Murillo, Oviedo.
- 1998. Galería Acinas, Avilés., Sala de Arte Tioda, Gijón.
- 2000. Galería Murillo, Oviedo.<
- 2004. Escuela de Artes y Oficios de Avilés.
- 2005. Sharon Art, León., Galería Octógono, Oviedo
- 2006. Sala de Arte Rama, Astorga, León., "Homenaje al Ademar", Sharon Art, León., Tioda, Sala de Arte, Gijón.
- 2009. "Favila. Cuatro décadas", Palacio Revillagigedo, Gijón, Asturias.

## Exposiciones colectivas
- 1981. "Panorama 81 del Arte Asturiano", Madrid.

Sin fecha:
- Certamen Nacional de Luarca, Asturias.
- Salón de Navidad, Avilés, Asturias.
- "7 pintores avilesinos de hoy", Casa de la Cultura de Avilés.

Participa en las exposiciones que el Colectivo de Pintores Avilesinos organiza cada año en el pub Biblos de Avilés.

## Obras públicas
- Murales de la Plaza de Toros, 1991, Ayuntamiento de Oviedo.
- Mural de la cúpula del altar mayor de la capilla del Cristo de las Cadenas, 1991, Obispado de Oviedo.
- Santa Eulalia de Mérida (escultura), 1994, calle Santa Eulalia, Oviedo, Asturias.
- Vendedoras del Fontán (escultura), 1996, Plaza Daoíz y Velarde, Oviedo.
- Monumento a Eugenia Martínez Vallejo, "La Monstrua", 1997, Calle Carreño Miranda, Avilés, Asturias.
- Monumento a Alejandro Casona, 1997, Calle Alejandro Casona, Oviedo.
- Lolita Pluma, 1998, parque de Santa Catalina, Las Palmas de Gran Canaria, Islas Canarias.
- Tinerfeño, 1998, Santa Cruz de Tenerife, Islas Canarias.
- El tratante de ganado, 1999, Parque del Carbayedo, Avilés.
- Marta y María, 1999, Aledaños del Hotel Villa de Avilés, Avilés.
- Monumento a Campomanes, 2003, Calle Campomanes, Oviedo.
- Mural de la Última Cena, Mural de San Juan Bautista bautizando al Mesías y Mural representando la Ascensión del Señor, en la Iglesia del Santo Cristo de las Cadenas de Oviedo.
- Cuadros de las estaciones del Viacrucis en la Iglesia del Santo Cristo de las Cadenas de Oviedo.

## Premios y distinciones
- 1996. Finalista en el concurso que el diario La Voz de Asturias y el Ayuntamiento de Mieres organizaron para realizar el «Homenaje al minero».
- 2002. Medalla de Oro de la Escuela de Artes y Oficios de Avilés, Asturias.
- En abril de 2009 el Ayuntamiento de Grado, aprobó en Junta de Gobierno, dar su nombre a  una calle de la urbanización de El Palmeral, en la capital del concejo.
- 2010. El 3 de abril recibe el premio «Adelantado de Avilés», que le entrega la local Cofradía de El Bollo «por su trayectoria artística y promoción de las tradiciones y señas de identidad de la villa avilesina».
- 2013. El municipio de Boal puso su nombre a una de sus calles.[2]
- 2016. Premio LVA 2016 de la decimotercera edición. La Voz de Avilés.
- 2022. Premio Avilesino del Año 2022. Convocado por la revista Vivir Avilés y patrocinado por el Banco Santander y Tartiere Auto.[1]
- 2023. Galardonado con el título de Hijo Predilecto de Grau/Grado, otorgado por el Ayuntamiento de Grado en sesión extraordinaria celebrada el 25 de septiembre de 2018; siendo el acto, de entrega del galardón, pospuesto a causa la pandemia del Covid 19, hasta el 21 de julio de 2023.[2]